# Narcissus cernuus
Narcissus cernuus är en amaryllisväxtart som beskrevs av Richard Anthony Salisbury. Narcissus cernuus ingår i släktet narcisser, och familjen amaryllisväxter. Inga underarter finns listade i Catalogue of Life.

## Bildgalleri

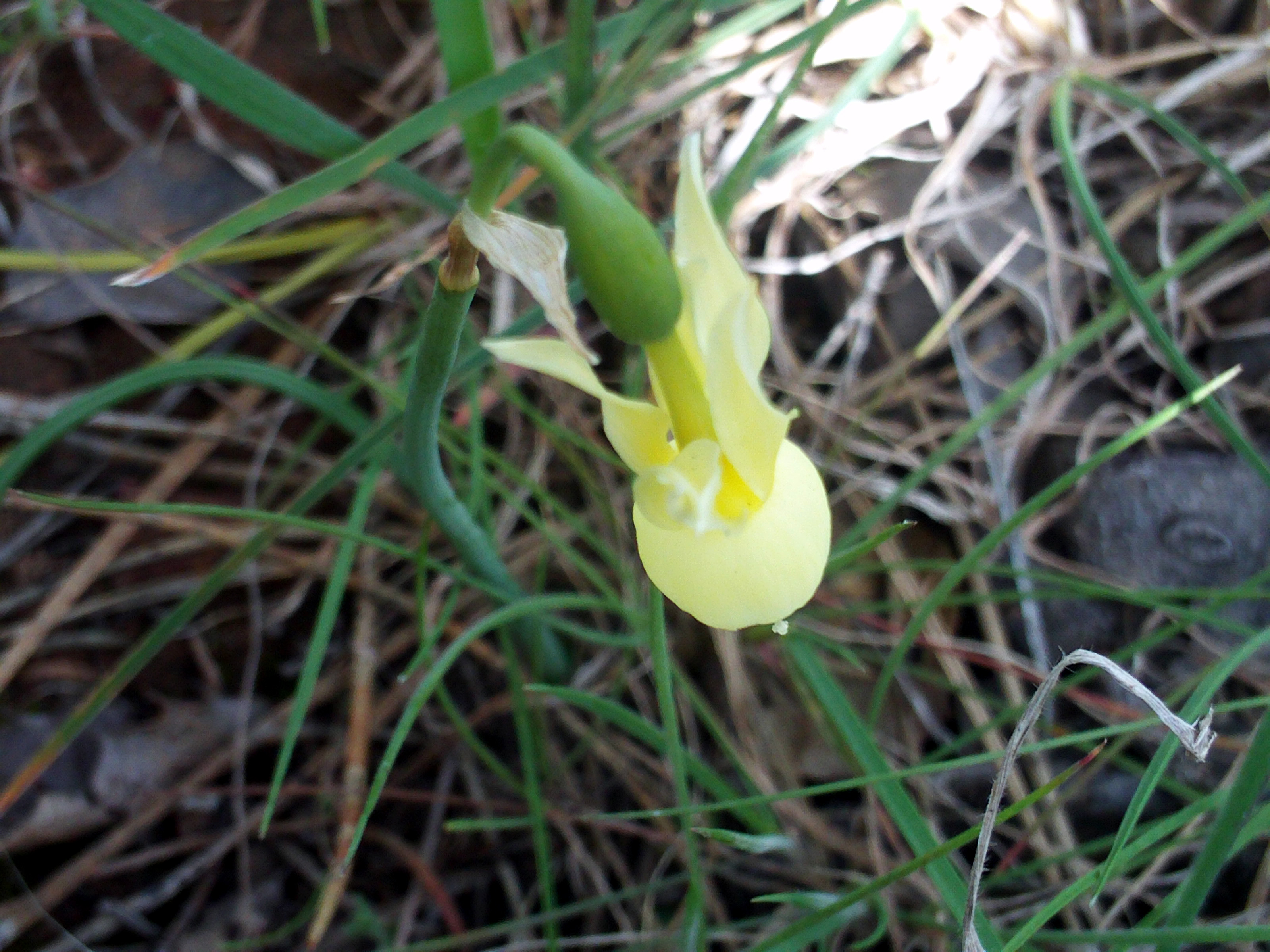
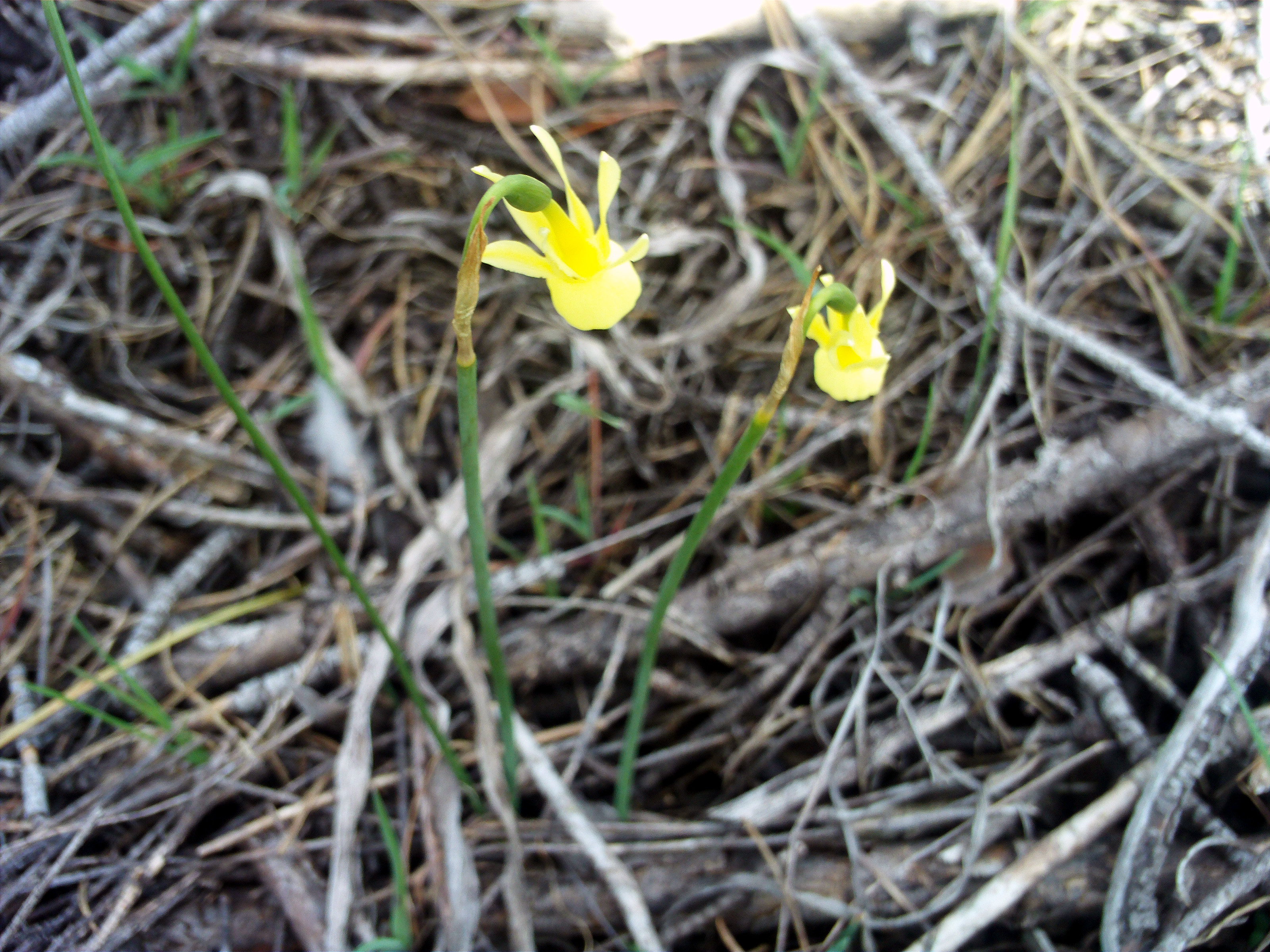
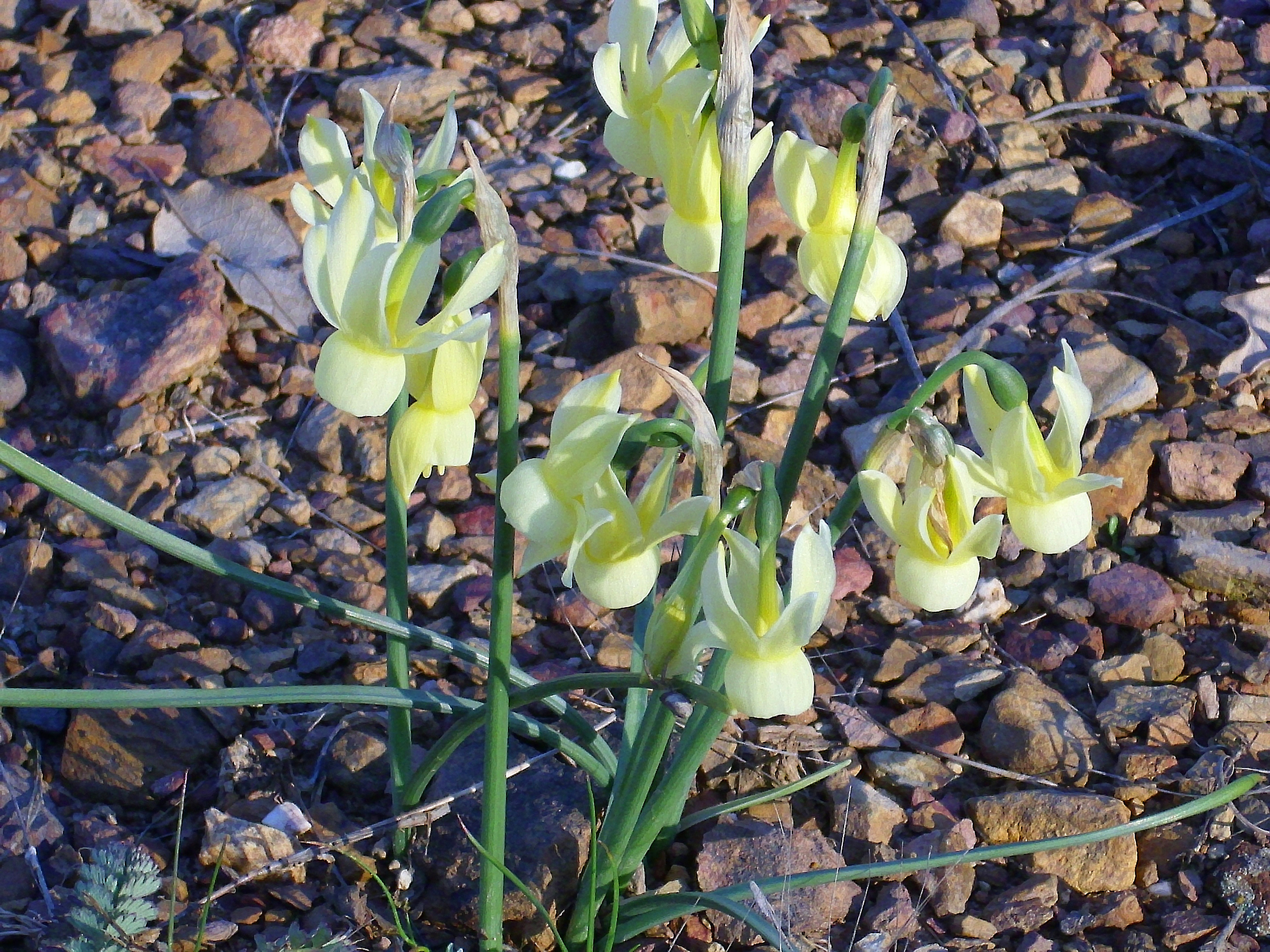
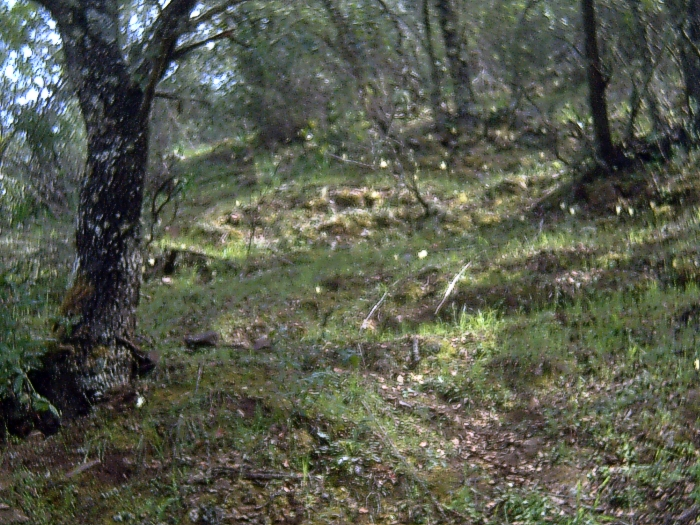